# ディクソン・エトゥフ
ディクソン・ポール・エトゥフ（Dickson Paul Etuhu, 1982年6月8日 - ）は、ナイジェリア・カノ出身の元サッカー選手。元ナイジェリア代表。ポジションはMF。

## 経歴

### キャリア初期
ナイジェリアのカノに生まれ、イングランドのサザーク区ペカムへ移住する。
2000年にマンチェスター・シティFCのユースチームから昇格し、同年プロデビュー。同クラブで約1年半プレーした後、2002年1月にチャンピオンシップのプレストン・ノースエンドFCへと移籍した。2004-05シーズンにはクラブの昇格プレーオフ決勝進出に貢献。ウェストハム・ユナイテッドに敗れたが、自身はエヴァートンFCやウェスト・ブロムウィッチ・アルビオンFCから関心を示された。プレストンではリーグ通算100試合以上に出場した。

### ノリッジ
2005年11月よりノリッジ・シティFCへ2か月間の短期ローンで加入。翌年1月には、3年半の契約で完全移籍となった。移籍金は45万ポンドで、出場試合数に応じて最大10万ポンドが上乗せされる。2006年8月23日のリーグカップ、トーキー・ユナイテッドFC戦で移籍後初ゴールを挙げる。リーグにおいてはサウスエンド・ユナイテッドFC戦で加入後初得点を記録した。同月中のトレーニングでチームメートのユースフ・サフリと衝突するが、翌週には和解している。10月21日のカーディフ・シティFC戦 (1-0) で決勝点を挙げ、監督交代後初のホームゲームでの勝利に貢献した。

### サンダーランド
2006-07シーズン終了後、クラブによる契約延長オファーを拒否。翌シーズンよりプレミアリーグに復帰するサンダーランドAFCへ移籍金150万ポンドで加入した。2008年2月9日のウィガン・アスレティックFCで、ディーン・ホワイトヘッドのフリーキックからゴールネットを揺らし移籍後初得点となった。

### フラム
2008年8月29日、フラムFCに3年契約で移籍。2009年4月12日の古巣マンチェスター・シティ戦 (3-1) で、59分に勝ち越しゴールを挙げた。同年8月6日のUEFAヨーロッパリーグ ・FKヴェトラ戦で欧州の舞台及びクレイヴン・コテージで初得点を記録。2010年8月28日のブラックプールFC戦では87分に同点弾を決め、2-2のドローに持ち込んだ。9月7日には、契約を2014年まで延長した。11月13日のニューカッスル・ユナイテッドFC戦で、69分にゲラ・ゾルターンとの交代でピッチに立ちプレミアリーグ50試合出場を達成。2011年1月8日に行われたFAカップ3回戦のピーターバラ・ユナイテッドFC (6-2) で、フラムでの5ゴール目を記録した。

### ブラックバーン
2012年8月3日、ブラックバーン・ローヴァーズFCと4年契約を締結。先に加入していたフラム時代の同僚ダニー・マーフィーと再びチームメートとなる。9月29日のチャールトン・アスレティックFC戦で移籍後初得点を挙げた。2013-14シーズン限りでクラブとの契約を解除した。

### スウェーデン時代
2014年12月23日、アルスヴェンスカンのAIKソルナへの加入が発表された。
2017年8月6日、スウェーデン5部に所属するIFKレスフェホルムへ加入した。

### 代表
ナイジェリア代表としては、2007年10月にデビュー。その後、2度のアフリカネイションズカップのメンバーに選ばれた。南アフリカW杯出場メンバーにも選出され、チームはグループステージで敗退したものの3試合全てでプレーした。
2011年8月に代替選手として招集されるがこれを拒否し、サムソン・シアシア監督の下ではプレーしないことを表明。スティーヴン・ケシが新監督に就任すると、同年11月の代表招集に応じた。

## 不祥事
2017年5月、古巣のAIKソルナとIFKヨーテボリの試合で、AIK時代のチームメイトで元カナダ代表GKのケニー・スタマトプーロスに八百長を持ちかけた疑いにより、2018年9月に贈賄容疑で起訴された。翌年11月に有罪判決を受けたのに対し、エトゥフは控訴の意向を表明し、弁護側と検察側の双方が上訴することになった。
その後、2020年4月にスウェーデンサッカー協会の懲罰委員会によって、スウェーデン人FWアルバン・ユスフィと共に5年間のサッカー活動禁止処分が科されたものの、エトゥフはAIK退団以降、既に現役引退同然の状態となっていた。

## 人物
- 弟のケルヴィン（英語版）も元サッカー選手である。

## 代表歴

### 出場大会
- ナイジェリア代表
  - 2010 FIFAワールドカップ

### 試合数
- 国際Aマッチ 21試合 0得点（2007年-2012年）[24]

| ナイジェリア代表 | 国際Aマッチ | 国際Aマッチ |
| 年               | 出場        | 得点        |
| ---------------- | ----------- | ----------- |
| 2007             | 3           | 0           |
| 2008             | 2           | 0           |
| 2009             | 2           | 0           |
| 2010             | 11          | 0           |
| 2011             | 2           | 0           |
| 2012             | 1           | 0           |
| 通算             | 21          | 0           |